# Equazione differenziale alle derivate parziali ellittica
In analisi matematica, una equazione differenziale alle derivate parziali ellittica è un'equazione differenziale alle derivate parziali tale per cui i coefficienti delle derivate di grado massimo sono positivi. Si tratta dell'applicazione di un operatore ellittico, un operatore differenziale definito su uno spazio di funzioni che generalizza l'operatore di Laplace.

## Definizione
Di seguito saranno riportate diverse definizioni che si applicano a contesti diversi. Alcune volte risulta comodo lavorare con definizioni valide solo in contesti specifici, piuttosto che su definizioni generali.

### Operatore lineare ellittico
Un operatore differenziale lineare {\displaystyle L} di ordine {\displaystyle m} su un dominio {\displaystyle \Omega \subset \mathbb {R} ^{n}}:
{\displaystyle Lu=\sum _{|\alpha |\leq m}a_{\alpha }(x)\partial ^{\alpha }u\,}
è detto operatore ellittico se per ogni {\displaystyle {\vec {x}}\in \mathbb {R} ^{d}} non nullo si ha:
{\displaystyle \sum _{|\alpha |=m}a_{\alpha }(x){\vec {x}}^{\alpha }\neq 0\qquad \forall x\in \Omega \quad \forall m\in \mathbb {N} }
In molte applicazioni si richiede un requisito più stringente, la condizione di ellitticità uniforme, che si applica per operatori di grado pari:
{\displaystyle (-1)^{k}\sum _{|\alpha |=2k}a_{\alpha }(x){\vec {x}}^{\alpha }>C|{\vec {x}}|^{2k}\qquad k\in \mathbb {N} }
dove {\displaystyle C} è una costante positiva. Si nota che l'ellitticità dipende solo dai termini di grado massimo.

### Operatore fully nonlinear ellittico
Un operatore non lineare:
{\displaystyle L(u)=F(x,u,(\partial ^{\alpha }u)_{|\alpha |\leq 2k})\,}
è ellittico se il suo sviluppo al primo ordine in serie di Taylor rispetto a {\displaystyle u} (e le sue derivate) è un operatore lineare ellittico.

### Operatore fully nonlinear ellittico del secondo ordine indipendente dalle derivate prime
Una definizione alternativa per gli operatori non lineari del secondo ordine è quella data da Caffarelli-Niremberg-Spruck:
Sia {\displaystyle {\mathcal {S}}} lo spazio delle matrici simmetriche di dimensione {\displaystyle n\times n}. Sia {\displaystyle \Omega \subset \mathbb {R} ^{n}} un dominio regolare e sia {\displaystyle F\colon {\mathcal {S}}\times \Omega \to R} una funzione reale, allora, la funzione {\displaystyle F} è detta uniformemente ellittica se esistono due costanti {\displaystyle \lambda \leq \Lambda }, dette costanti di ellittictà, tali che per ogni {\displaystyle M\in {\mathcal {S}}} e {\displaystyle x\in \Omega } risulta verificata
{\displaystyle \lambda \Vert P\Vert \leq F(M+P,x)\leq \Lambda \Vert P\Vert ,\;\forall P\geq 0,}
dove si è indicato con {\displaystyle P\geq 0} una matrice simmetrica, definita non negativa.
La funzione {\displaystyle F} definisce un operatore differenziale al secondo ordine, {\displaystyle O_{F}}, agendo sulle coppie matrice hessiana nel punto {\displaystyle x}, punto {\displaystyle x}. Ovvero, data una funzione {\displaystyle u\colon \Omega \to R} in {\displaystyle C^{2}(\Omega )}l'azione dell'operatore {\displaystyle O_{F}} è definita come: {\displaystyle O_{F}(u)(x)=F(Hu(x),x),} dove si è indicata con {\displaystyle Hu} la matrice hessiana della funzione u.

### Operatore fully nonlinear ellittico agente su funzioni tra varietà
In generale, sia {\displaystyle D} un operatore differenziale generico (non lineare) definito su un fibrato vettoriale. Rimpiazzando le derivate covarianti con una nuova variabile si ottiene il simbolo {\displaystyle \sigma _{\vec {x}}(D)} dell'operatore rispetto alla 1-forma {\displaystyle {\vec {x}}}.
L'operatore {\displaystyle D} è debolmente ellittico se  {\displaystyle \sigma _{\vec {x}}(D)} è un isomorfismo lineare per ogni campo covettoriale {\displaystyle {\vec {x}}} non nullo.
L'operatore {\displaystyle D} è fortemente ellittico se per qualche costante {\displaystyle c>0}:
{\displaystyle ([\sigma _{\vec {x}}(D)](v),v)\geq c\|v\|^{2},}
per ogni {\displaystyle \|{\vec {x}}\|=1} e per ogni {\displaystyle v} del fibrato, con {\displaystyle (\cdot ,\cdot )} un prodotto interno.

## Operatori lineari del secondo ordine
Si considerino operatori differenziali parziali lineari del secondo ordine della forma:
{\displaystyle P\phi =\sum _{k,j}a_{kj}D_{k}D_{j}\phi +\sum _{\ell }b_{\ell }D_{\ell }\phi +c\phi ,}
dove {\displaystyle D_{k}={\frac {1}{\sqrt {-1}}}\partial _{x_{k}}}. Tale operatore è ellittico se per ogni {\displaystyle x} la matrice dei coefficienti dei termini di ordine massimo:
{\displaystyle {\begin{bmatrix}a_{11}(x)&a_{12}(x)&\cdots &a_{1n}(x)\\a_{21}(x)&a_{22}(x)&\cdots &a_{2n}(x)\\\vdots &\vdots &\ddots &\vdots \\a_{n1}(x)&a_{n2}(x)&\cdots &a_{nn}(x)\end{bmatrix}}}
è una matrice simmetrica reale definita positiva. In particolare, per ogni vettore non nullo:
{\displaystyle {\vec {\xi }}=(\xi _{1},\xi _{2},\ldots ,\xi _{n})}
vale la seguente condizione di ellitticità:
{\displaystyle \sum _{k,j}a_{kj}(x)\xi _{k}\xi _{j}>0}
Per molti impieghi, tale condizione non è sufficientemente forte e dev'essere quindi sostituita da una condizione di ellitticità uniforme:
{\displaystyle \sum _{k,j}a_{kj}(x)\xi _{k}\xi _{j}>C|\xi |^{2},}
dove {\displaystyle C} è una costante positiva.
Se la matrice {\displaystyle A=(a_{k,j})_{k,j=0,\ldots ,n}=I}, dove {\displaystyle I} indica la matrice identità, il vettore {\displaystyle b_{l}=0} e la costante {\displaystyle c=0,} allora l'operatore {\displaystyle P} precedentemente definito coincide con il laplaciano.

## Laplaciano
Un importante esempio di operatore ellittico è il Laplaciano. Equazioni della forma:
{\displaystyle Pu=0}
vengono dette equazioni alle derivate parziali di tipo ellittico se {\displaystyle P} è un operatore ellittico. Le usuali equazioni alle derivate parziali che coinvolgono il tempo, quali ad esempio l'equazione del calore e l'equazione di Schrödinger, contengono anche operatori ellittici che coinvolgono le variabili spaziali, così come le derivate temporali. Gli operatori ellittici sono caratteristici della teoria del potenziale.
Le loro soluzioni, dette funzioni armoniche, tendono a essere funzioni lisce se i coefficienti nell'operatore sono continui. Più semplicemente, soluzioni stazionarie a equazioni iperboliche e a equazioni paraboliche generalmente risolvono equazioni ellittiche.
L'opposto del Laplaciano in {\displaystyle \mathbb {R} ^{n}}, dato da:
{\displaystyle -\nabla ^{2}=\sum _{\ell =1}^{n}D_{\ell }^{2}}
è un operatore uniformemente ellittico.

## Operatore di Pucci
Un'importante classe di operatori ellittici fully-non linear è quella degli operatori di Pucci.
Sia {\displaystyle \mathbb {S} } lo spazio delle matrici simmetriche di dimensione  {\displaystyle N\times N} e siano {\displaystyle \lambda \in \mathbb {R} } e {\displaystyle \Lambda \in \mathbb {R} } tali che {\displaystyle 0<\lambda \leq \Lambda }. Per ogni {\displaystyle M\in {\mathcal {S}}} sono ben definiti gli operatori di Pucci:
{\displaystyle {\mathcal {M}}_{\lambda ,\Lambda }^{-}(M)=\lambda \sum _{e_{i}>0}e_{i}+\Lambda \sum _{e_{i}<0}e_{i}}
e
{\displaystyle {\mathcal {M}}_{\lambda ,\Lambda }^{+}(M)=\Lambda \sum _{e_{i}>0}e_{i}+\lambda \sum _{e_{i}<0}e_{i},}
dove {\displaystyle e_{i}=e_{i}(M)} sono gli autovalori della matrice {\displaystyle M}. Sia {\displaystyle {\mathcal {A}}_{\lambda ,\Lambda }\in {\mathcal {S}}} una matrice con autovalori in {\displaystyle [\lambda ,\Lambda ]}, allora, indicando con {\displaystyle {\mathcal {tr}}(X)} la traccia di una matrice {\displaystyle X}, per ogni {\displaystyle A\in {\mathcal {A}}_{\lambda ,\Lambda }}è ben definito l'operatore lineare 
{\displaystyle L_{A}(X)=\sum _{i,j=1}^{N}A_{i,j}X_{j,i}={\mathcal {tr}}(AX),}
per ogni {\displaystyle X\in {\mathcal {S}}}. Essendo {\displaystyle M} una matrice simmetrica, essa è congruente tramite una matrice ortogonale {\displaystyle O} a una matrice diagonale {\displaystyle D}, ovvero {\displaystyle M=ODO^{T}}. Quindi, {\displaystyle L_{A}(M)={\mathcal {tr}}(AODO^{T})={\mathcal {tr}}(O^{T}AOD)={\mathcal {tr}}(A'D)}, con  {\displaystyle A'\in {\mathcal {A}}_{\lambda ,\Lambda .}} Da cui segue che

{\displaystyle {\mathcal {M}}_{\lambda ,\Lambda }^{-}(M)=\inf _{A\in {\mathcal {A}}_{\lambda ,\Lambda }}L_{A}(M)}
e
{\displaystyle {\mathcal {M}}_{\lambda ,\Lambda }^{+}(M)=\sup _{A\in {\mathcal {A}}_{\lambda ,\Lambda }}L_{A}(M)}
Inoltre, se {\displaystyle F\colon \mathbb {S} \times \mathbb {R} \to \mathbb {R} } è un operatore ellittico con costanti di ellitticità {\displaystyle \lambda } e {\displaystyle \Lambda }, tale che {\displaystyle F(0,x)=0}, allora vale la seguente proprietà fondamentale:
{\displaystyle {\mathcal {M}}_{\lambda ,\Lambda }^{-}(M)\leq F(M,x)\leq {\mathcal {M}}_{\lambda ,\Lambda }^{+}(M).}
Per quanto detto gli operatori di Pucci sono detti operatori estremanti o estremali.

### Proprietà
- {\displaystyle {\mathcal {M}}_{\lambda ,\Lambda }^{-}(M)\leq {\mathcal {M}}_{\lambda ,\Lambda }^{+}(M);}
- {\displaystyle \lambda '\leq \lambda \leq \Lambda \leq \Lambda '}, allora {\displaystyle {\mathcal {M}}_{\lambda ',\Lambda '}^{-}(M)\leq {\mathcal {M}}_{\lambda ,\Lambda }^{-}(M)} e {\displaystyle {\mathcal {M}}_{\lambda ',\Lambda '}^{+}(M)\geq {\mathcal {M}}_{\lambda ,\Lambda }^{+}(M);}
- {\displaystyle {\mathcal {M}}_{\lambda ,\Lambda }^{-}(M)=-{\mathcal {M}}_{\lambda ,\Lambda }^{+}(-M);}
- {\displaystyle {\mathcal {M}}_{\lambda ,\Lambda }^{\pm }(\alpha M)=\alpha {\mathcal {M}}_{\lambda ,\Lambda }^{\pm }(M)} per ogni {\displaystyle \alpha \geq 0;}
- {\displaystyle {\mathcal {M}}_{\lambda ,\Lambda }^{+}(M)+{\mathcal {M}}_{\lambda ,\Lambda }^{-}(P)\leq {\mathcal {M}}_{\lambda ,\Lambda }^{+}(M+P)\leq {\mathcal {M}}_{\lambda ,\Lambda }^{+}(M)+{\mathcal {M}}_{\lambda ,\Lambda }^{+}(P);}
- {\displaystyle {\mathcal {M}}_{\lambda ,\Lambda }^{-}(M)+{\mathcal {M}}_{\lambda ,\Lambda }^{-}(P)\leq {\mathcal {M}}_{\lambda ,\Lambda }^{-}(M+P)\leq {\mathcal {M}}_{\lambda ,\Lambda }^{-}(M)+{\mathcal {M}}_{\lambda ,\Lambda }^{+}(P);}
- {\displaystyle P\geq 0} (definita positiva), allora {\displaystyle \lambda \Vert P\Vert \leq {\mathcal {M}}_{\lambda ,\Lambda }^{-}(P)\leq {\mathcal {M}}_{\lambda ,\Lambda }^{+}(P)\leq \Lambda \Vert P\Vert ;}
- {\displaystyle {\mathcal {M}}_{\lambda ,\Lambda }^{-}(M)} e {\displaystyle {\mathcal {M}}_{\lambda ,\Lambda }^{+}(M)} sono operatori uniformemente ellittici con costanti di ellitticità {\displaystyle \lambda } e {\displaystyle N\Lambda }.[3]

## Teoremi di esistenza di una soluzione
Per le equazioni definite mediante operatori ellittici esistono diversi teoremi di esistenza. Le strategie dimostrative di tali teoremi si dividono in 4 grandi categorie. Detto {\displaystyle T} un opportuno operatore ellittico non necessariamente lineare che agisce su uno spazio di funzioni l'equazione può essere scritta nella forma {\displaystyle T(u)=0} (dove {\displaystyle u} è la funzione incognita), allora le strategie si possono riassumere come segue:
- Topologiche (punto fisso). Queste dimostrazioni si basano sulla disponibilità di teoremi di punto fisso negli opportuni spazi di funzioni opportuni. Tali metodi consistono nel definire un operatore {\displaystyle T'}come {\displaystyle T'(u)=T(u)-u.} Allora, l'equazione di partenza può essere riscritta come {\displaystyle T'(u)=u} legando la soluzione dell'equazione d'interesse ad un problema di punto fisso.

- Variazionali (minimo/massimo). Queste dimostrazioni si basano sulla disponibilità di teoremi di minimo e massimo (simili al teorema di Weierstrass) per operatori che agiscono su un opportuno spazio di funzioni, a valori in {\displaystyle \mathbb {R} }. Sia {\displaystyle t} una primitiva di {\displaystyle T}, ovvero un operatore tale che la sua derivata di Fréchet sia {\displaystyle T}. Allora, i punti di minimo e massimo per {\displaystyle t} corrispondono a soluzioni dell'equazione. Pur esistendo delle soluzioni che non corrispondono a minimi o massimi della primitiva di {\displaystyle T}, queste soluzioni presentano grande interesse perché sono soluzioni in qualche senso stabili (minimo) e instabili (massimo).
- Lax-Milgram. Queste dimostrazioni si basano sul lemma di Lax-Milgram. Sia {\displaystyle L} un opportuno operatore ellittico lineare. Un'ampia classe di equazioni ellittiche può essere scritta nella forma  {\displaystyle L(u)=f,} con  {\displaystyle u} funzione incognita e {\displaystyle f} è la funzione nota. Se lo spazio nel quale è cercata la soluzione è uno spazio di Hilbert, ed è dunque dotato di prodotto interno, se l'operatore {\displaystyle T} è simmetrico rispetto a tale prodotto e se {\displaystyle f} soddisfa opportune ipotesi allora il lemma di Lax-Milgram assicura l'esistenza di una soluzione.
- Approssimazioni in sottospazi. Queste dimostrazioni si basano sul ricondurre il problema, tramite proiezioni, ad una successione di problemi in sottospazi finiti di più facile risolubilità, costruendo così una successione di soluzioni che si dimostrano poi convergere alla soluzione del problema di partenza.[4]

Alcune dimostrazioni, più raramente, usano il teorema del passo montano per dimostrare l'esistenza di una o più soluzioni.
Si noti che spesso queste strategie provano l'esistenza di soluzioni deboli; in alcuni casi, usando identità come quella di Pohozaev e disuguaglianze come quella di Hölder si può dimostrare che la soluzione trovata si trova in uno spazio di Sobolev {\displaystyle W^{k,p}}, con {\displaystyle k>{\frac {d}{p}},} dove {\displaystyle d} è la dimensione dello spazio ambiente. Allora, grazie ai teoremi di immersione di Sobolev, è possibile dimostrare che tali soluzioni deboli corrispondono a soluzioni classiche.
Di seguito si riportano alcuni risultati di esistenza di soluzioni ad equazioni ellittiche particolarmente importanti.

### Equazioni di Dirichlet non omogenea
Data l'equazione
{\displaystyle {\begin{cases}-\Delta u(x)=f(x),&\forall x\in \Omega ,\\u(x)=\varphi (x),&\forall x\in \partial \Omega ,\end{cases}}}
allora sotto opportune ipotesi di regolarità del dominio {\displaystyle \Omega \subset \mathbb {R} ^{n}}, della funzione {\displaystyle f\colon \Omega \to \mathbb {R} } e della funzione {\displaystyle \varphi \colon \partial \Omega \to \mathbb {R} } si ha l'esistenza e l'unicità della soluzione classica.
Una soluzione, quando esiste,  per il teorema di rappresentazione di Green è della forma
{\displaystyle u(x)=\int _{\partial \Omega }u(y){\frac {\partial G}{\partial \nu }}(x,y)d\sigma (x)+\int _{\Omega }g(x,y)f(x)dx,}
dove {\displaystyle G\colon \Omega \times \Omega \to \mathbb {R} } è la funzione di Green dell'operatore laplaciano nel dominio {\displaystyle \Omega }.
Sia {\displaystyle \xi \in \partial \Omega }, un punto sulla frontiera di {\displaystyle \Omega }, allora una funzione {\displaystyle \omega =\omega _{\xi }} è detta barriera (rispetto al laplaciano) in {\displaystyle \xi } relativa ad {\displaystyle \omega } se
- {\displaystyle \Delta \omega (x)\geq 0} per ogni {\displaystyle x} in {\displaystyle \Omega };
- {\displaystyle \omega >0} in {\displaystyle \Omega }.[6]

Un punto {\displaystyle \xi \in \partial \Omega } è detto regolare (rispetto al laplaciano) se esiste una barriera in quel punto.
In un dominio con frontiera Lipschitz continua tutti i punti della frontiera sono regolari. 

#### Enunciato del teorema
Sia {\displaystyle \Omega } un dominio limitato e sia ogni punto di {\displaystyle \partial \Omega } un punto regolare (rispetto al laplaciano). Allora, se {\displaystyle f} è limitata e localmente hölderiana in {\displaystyle \Omega }, il problema di Dirichlet sopra menzionato ammette soluzione classica, unica, per ogni condizione al bordo {\displaystyle \varphi } continua.

#### Corollario
Sia {\displaystyle \Omega } un dominio limitato regolare (rispetto al laplaciano), allora esiste, unica, la soluzione classica al problema di Dirichlet classico ({\displaystyle f=0}).

## Equazioni semilineari
Data l'equazione
{\displaystyle {\begin{cases}-\Delta u(x)=g(x,u(x)),&\forall x\in \Omega ,\\u(x)=\varphi (u),&\forall x\in \partial \Omega ,\end{cases}}}
allora sotto opportune ipotesi di regolarità del dominio {\displaystyle \Omega \subset \mathbb {R} ^{n}}, della funzione {\displaystyle g\colon {\bar {\Omega }}\times \mathbb {R} \to \mathbb {R} } e della funzione {\displaystyle \varphi :\partial \Omega \to \mathbb {R} } si ha l'esistenza è l'unicità della soluzione classica.

### Enunciato del teorema
Sia {\displaystyle \Omega \subset \mathbb {R} ^{n}} un aperto limitato con frontiera regolare e sia {\displaystyle g\colon {\bar {\Omega }}\times \mathbb {R} \to \mathbb {R} } una funzione continua che soddisfi le seguenti condizioni:
1. {\displaystyle \vert g(x,s)\vert \leq c\vert s\vert ^{p-1}+h}, dove {\displaystyle c} e {\displaystyle h} sono due costanti positive e se {\displaystyle n=2} allora {\displaystyle 2<p<\infty } e se  {\displaystyle n>2} allora {\displaystyle 2<p<{\frac {2n}{n-2}};}
2. {\displaystyle g(x,s)=o(\vert s\vert )} per {\displaystyle s\to 0}, uniformemente in {\displaystyle x;}
3. esistono {\displaystyle \alpha >2} e {\displaystyle r>0}, tali che per {\displaystyle \vert s\vert >r} valga {\displaystyle 0<\alpha G(x,s)\leq sg(x,s)}, ({\displaystyle sg(x,s)>0}, per ogni {\displaystyle s} con {\displaystyle \vert s\vert >0}  ), dove {\displaystyle G(x,s)=\int _{0}^{s}g(x,\tau )d\tau ;}

ha una soluzione (debole) {\displaystyle u>0} nello spazio di Hilbert {\displaystyle H_{0}^{1}(\Omega )}. Inoltre se {\displaystyle g} è localmente hölderiana in {\displaystyle {\bar {\Omega }}\times \mathbb {R} }, allora {\displaystyle u} è una soluzione classica e positiva.
Le condizioni di tale teorema vengono spesso dette condizioni di crescita sub-critica per la funzione {\displaystyle g}, dove il coefficiente di criticità {\displaystyle q^{*}={\frac {2n}{n-2}}}è il coefficiente critico di immersione di spazi degli spazi di Sobolev {\displaystyle W^{1,q}\hookrightarrow L^{q^{*}}} ({\displaystyle q^{*}} è il coniugato di {\displaystyle q}).